# Land of Hope and Glory

Land of Hope and Glory (en français: Terre d'espoir et de gloire) est un chant patriotique britannique sur une musique d'Edward Elgar et des paroles d'Arthur Christopher Benson, écrit en 1902. Cette œuvre est originellement extraite de la marche nº 1 de la série de marches militaires Pomp and Circumstance.

## Paroles
Soliste

    Dear Land of Hope, thy hope is crowned, 

       God make thee mightier yet !

    On Sov'ran brows, beloved, renowned,

       Once more thy crown is set.

   Thine equal laws, by Freedom gained,

       Have ruled thee well and long ;

   By Freedom gained, by Truth maintained,

       Thine Empire shall be strong.

Chœur

            Land of Hope and Glory, Mother of the Free,

            How shall we extol thee, who are born of thee?

            Wider still and wider shall thy bounds be set;

            God, who made thee mighty, make thee mightier yet,

            God, who made thee mighty, make thee mightier yet.

Soliste

    Thy fame is ancient as the days,

       As Ocean large and wide :

    A pride that dares, and heeds not praise,

       A stern and silent pride ;

    Not that false joy that dreams content

       With what our sires have won ;

    The blood a hero sire hath spent

       Still nerves a hero son.

Chœur

Traduction

Soliste

    Chère terre d'espoir, ton espoir est couronné, 

       Puisse Dieu te rendre plus puissante encore ! 

    Sur les sourcils souverains, bien-aimés, renommés, 

       Une fois de plus ta couronne est sertie. 

    Tes lois égales, par la liberté gagnée, 

       T'ont régie bien et longtemps. 

    Par la liberté gagnée, par la vérité maintenue, 

       Ton empire sera fort.

Chœur

            Terre d'espoir et de gloire, mère de la liberté, 

            Comment ferons-nous ton éloge, nous qui sommes nés de toi ? 

            Larges et toujours plus larges, tes frontières seront fixées. 

            Puisse Dieu, qui t'a fait puissante, te rendre plus puissante encore (bis). 

Soliste

    Sa renommée est ancienne comme les jours, 

       Large et vaste comme l'Océan : 

    Une fierté qui ose, et ne prête pas l'oreille aux louanges, 

       Une fierté sévère et silencieuse 

    Pas cette fausse joie qui rêve 

       Se contentant de ce que nos pères ont gagné. 

    Le sang versé par le père héros, 

       Donne du courage au fils héros encore. 

Chœur

## Hymne national anglais?
Ce chant est parfois évoqué comme potentiel hymne national pour l'Angleterre. L'Angleterre est l'une des quatre nations constitutives du Royaume-Uni, avec l'Écosse, le Pays de Galles et l'Irlande du Nord. God Save the King est l'hymne de l'ensemble du Royaume-Uni, tandis que l'Écosse et le Pays de Galles ont en outre un hymne national spécifique (respectivement Flower of Scotland et Hen Wlad fy Nhadau). Land of Hope and Glory a été utilisé comme hymne par la délégation de l'Angleterre aux Jeux du Commonwealth jusqu'en 2006, avant d'être remplacé par Jerusalem, autre hymne patriotique très connu, joué notamment lors des cérémonies royales.